# Politica județului Hunedoara

## Alegerile din 2008

### Opțiunile de vot privind președintele Consiliului Județean Hunedoara
| Partidul Național Liberal                   | Mircea Ioan Moloț     | 70.411 | 33,90% |
| Partidul Democrat-Liberal                   | Cristian Marius Vladu | 53.674 | 25,84% |
| Partidul Social Democrat                    | Vasile Cosmin Nicula  | 48.976 | 23,58% |
| Partidul Conservator                        | Petru Mărginean       | 12.365 | 05,95% |
| Partidul România Mare                       | Costel Avram          | 09.899 | 04,76% |
| Partidul Noua Generație - Creștin Democrat  | Mihai Octavian Sîrbu  | 04.485 | 02,15% |
| Partidul Inițiativa Națională               | Tiberiu Galamboș      | 02.132 | 01,02% |
| Partidul Național Democrat Creștin          | Cornel Poenar         | 01.909 | 00,91% |
| Partidul Național Țărănesc Creștin Democrat | Iosif Emil Danci      | 01.336 | 00,64% |
| Partidul Verde                              | Vasile Dumitru        | 01.276 | 00,61% |
| Partidul Alianța Socialistă                 | Gheorghe Popescu      | 01.218 | 00,58% |

### Opțiunile de vot privind componența Consiliului Județean Hunedoara
| Rezultatele alegerilor pentru Consiliul Județean Hunedoara 2008                                                                          | Rezultatele alegerilor pentru Consiliul Județean Hunedoara 2008 | Rezultatele alegerilor pentru Consiliul Județean Hunedoara 2008 | Rezultatele alegerilor pentru Consiliul Județean Hunedoara 2008 | Rezultatele alegerilor pentru Consiliul Județean Hunedoara 2008 | Rezultatele alegerilor pentru Consiliul Județean Hunedoara 2008 | Rezultatele alegerilor pentru Consiliul Județean Hunedoara 2008 | Rezultatele alegerilor pentru Consiliul Județean Hunedoara 2008 | Rezultatele alegerilor pentru Consiliul Județean Hunedoara 2008 | Rezultatele alegerilor pentru Consiliul Județean Hunedoara 2008 | Rezultatele alegerilor pentru Consiliul Județean Hunedoara 2008 | Rezultatele alegerilor pentru Consiliul Județean Hunedoara 2008 | Rezultatele alegerilor pentru Consiliul Județean Hunedoara 2008 | Rezultatele alegerilor pentru Consiliul Județean Hunedoara 2008 | Rezultatele alegerilor pentru Consiliul Județean Hunedoara 2008 | Rezultatele alegerilor pentru Consiliul Județean Hunedoara 2008 | Rezultatele alegerilor pentru Consiliul Județean Hunedoara 2008 |
| | Partid                                                          | Voturi                                                          | Procent                                                         | Mandate atribuite                                               | Mandate atribuite                                               | Mandate atribuite                                               | Mandate atribuite                                               | Mandate atribuite                                               | Mandate atribuite                                               | Mandate atribuite                                               | Mandate atribuite                                               | Mandate atribuite                                               | Mandate atribuite                                               | Mandate atribuite                                               | Mandate atribuite                                               | Mandate atribuite                                               |
| --- | --------------------------------------------------------------- | --------------------------------------------------------------- | --------------------------------------------------------------- | --------------------------------------------------------------- | --------------------------------------------------------------- | --------------------------------------------------------------- | --------------------------------------------------------------- | --------------------------------------------------------------- | --------------------------------------------------------------- | --------------------------------------------------------------- | --------------------------------------------------------------- | --------------------------------------------------------------- | --------------------------------------------------------------- | --------------------------------------------------------------- | --------------------------------------------------------------- | --------------------------------------------------------------- |
| | Partidul Național Liberal                                       | 66.101                                                          | 32,13%                                                          | 12                                                              |                                                                 |                                                                 |                                                                 |                                                                 |                                                                 |                                                                 |                                                                 |                                                                 |                                                                 |                                                                 |                                                                 |                                                                 |
| | Partidul Social Democrat                                        | 50.082                                                          | 24,34%                                                          | 9                                                               |                                                                 |                                                                 |                                                                 |                                                                 |                                                                 |                                                                 |                                                                 |                                                                 |                                                                 |                                                                 |                                                                 |                                                                 |
| | Partidul Democrat-Liberal                                       | 49.671                                                          | 24,14%                                                          | 9                                                               |                                                                 |                                                                 |                                                                 |                                                                 |                                                                 |                                                                 |                                                                 |                                                                 |                                                                 |                                                                 |                                                                 |                                                                 |
| | Partidul România Mare                                           | 10.311                                                          | 5,01%                                                           | 2                                                               |                                                                 |                                                                 |                                                                 |                                                                 |                                                                 |                                                                 |                                                                 |                                                                 |                                                                 |                                                                 |                                                                 |                                                                 |
| sub 5% din voturi, fără mandate atribuite:                                                                                               |                                                                 |                                                                 |                                                                 |                                                                 |                                                                 |                                                                 |                                                                 |                                                                 |                                                                 |                                                                 |                                                                 |                                                                 |                                                                 |                                                                 |                                                                 |                                                                 |
| | Partidul Conservator                                            | 9.649                                                           | 4,69%                                                           | 0                                                               |                                                                 |                                                                 |                                                                 |                                                                 |                                                                 |                                                                 |                                                                 |                                                                 |                                                                 |                                                                 |                                                                 |                                                                 |
| | Uniunea Democrată Maghiară din România                          | 6.109                                                           | 2,69%                                                           | 0                                                               |                                                                 |                                                                 |                                                                 |                                                                 |                                                                 |                                                                 |                                                                 |                                                                 |                                                                 |                                                                 |                                                                 |                                                                 |
| | Partidul Noua Generație - Creștin Democrat                      | 3.982                                                           | 1,93%                                                           | 0                                                               |                                                                 |                                                                 |                                                                 |                                                                 |                                                                 |                                                                 |                                                                 |                                                                 |                                                                 |                                                                 |                                                                 |                                                                 |
| | Partidul Ecologist Român                                        | 2.100                                                           | 1,02%                                                           | 0                                                               |                                                                 |                                                                 |                                                                 |                                                                 |                                                                 |                                                                 |                                                                 |                                                                 |                                                                 |                                                                 |                                                                 |                                                                 |
| | Partidul Național Țărănesc Creștin Democrat                     | 1.569                                                           | 0.76%                                                           | 0                                                               |                                                                 |                                                                 |                                                                 |                                                                 |                                                                 |                                                                 |                                                                 |                                                                 |                                                                 |                                                                 |                                                                 |                                                                 |
| | Partidul Național Democrat Creștin                              | 1.254                                                           | 0,60%                                                           | 0                                                               |                                                                 |                                                                 |                                                                 |                                                                 |                                                                 |                                                                 |                                                                 |                                                                 |                                                                 |                                                                 |                                                                 |                                                                 |
| | Uniunea Pensionarilor și a Solidarității Sociale                | 1.155                                                           | 0,56%                                                           | 0                                                               |                                                                 |                                                                 |                                                                 |                                                                 |                                                                 |                                                                 |                                                                 |                                                                 |                                                                 |                                                                 |                                                                 |                                                                 |
| | Partidul Inițiativa Națională                                   | 1.087                                                           | 0,52%                                                           | 0                                                               |                                                                 |                                                                 |                                                                 |                                                                 |                                                                 |                                                                 |                                                                 |                                                                 |                                                                 |                                                                 |                                                                 |                                                                 |
| | Partidul Alianța Socialistă                                     | 910                                                             | 0,44%                                                           | 0                                                               |                                                                 |                                                                 |                                                                 |                                                                 |                                                                 |                                                                 |                                                                 |                                                                 |                                                                 |                                                                 |                                                                 |                                                                 |
| | Partida Romilor „Pro Europa”                                    | 886                                                             | 0,43%                                                           | 0                                                               |                                                                 |                                                                 |                                                                 |                                                                 |                                                                 |                                                                 |                                                                 |                                                                 |                                                                 |                                                                 |                                                                 |                                                                 |
| | Uniunea Populară Social Creștină                                | 469                                                             | 0,22%                                                           | 0                                                               |                                                                 |                                                                 |                                                                 |                                                                 |                                                                 |                                                                 |                                                                 |                                                                 |                                                                 |                                                                 |                                                                 |                                                                 |
| | Partidul Verde                                                  | 380                                                             | 0,18%                                                           | 0                                                               |                                                                 |                                                                 |                                                                 |                                                                 |                                                                 |                                                                 |                                                                 |                                                                 |                                                                 |                                                                 |                                                                 |                                                                 |
| | Total                                                           | 205.715                                                         | 100,00%                                                         | 32                                                              |                                                                 |                                                                 |                                                                 |                                                                 |                                                                 |                                                                 |                                                                 |                                                                 |                                                                 |                                                                 |                                                                 |                                                                 |
| Notă: procentele arată numărul total de voturi valabil exprimate în circumscripție, nu numărul de mandate atribuite (după redistribuire) |                                                                 |                                                                 |                                                                 |                                                                 |                                                                 |                                                                 |                                                                 |                                                                 |                                                                 |                                                                 |                                                                 |                                                                 |                                                                 |                                                                 |                                                                 |                                                                 |